# L33T (programma televisivo)
L33T (pronuncia "lit") è stato un programma televisivo prodotto dalla Rai e nato sul canale satellitare Futura TV in onda dall'inizio del 2006 e poi successivamente trasferitosi su Rai 2.
Il programma, il cui nome si rifà appunto al linguaggio leet, si occupava dei linguaggi giovanili della postmodernità quali fumetti, cartoni animati, videogiochi, informatica ed Internet, il tutto con uno sguardo rivolto al Giappone, mecca dell'ultima generazione del XX secolo.

## Conduttori
I conduttori (i primi quattro erano anche gli autori del programma) di L33T erano:
- Andrea Materia
- Mario Bellina
- Michele Bertocchi
- Francesca Romana Ronchi
- Costanza Melani

## Struttura del programma

### L33Tsu Futura Tv
Il programma era diviso in più format, ovvero:
- Neverending Fantasy, opere fantastiche e fantascientifiche;
- Iscandar, dove si discute di fumetti e animazione;
- Iscandar Live Action, opere cinematografiche con attori in carne ed ossa ispirate a fumetti, cartoni animati, videogiochi;
- Iscandar Soundtrack, le colonne sonore delle opere animate;
- Haraworld, mondo e cultura giapponese;
- Haramusic, J-music (japan-music) e rispettivi artisti;
- Haraclip, ovvero video musicali giapponesi;
- Play!, videogiochi multipiattaforma, in primis gli MMORPG e poi console, grafica computerizzata...;
- Play!2Movies, lo scambio e la contaminazione continue fra il mondo del cinema e videogames;
- Pubblico Dominio, le opere libere disponibili, ormai prive di diritti d'autore (di pubblico dominio, appunto);
- L33T.Info, video viral e navigazione dei siti più weird ma anche più utili della rete;
- Serial Writer, discussioni sui principali telefilm in voga.

### L33Tsu Rai 2
L33T è stato trasmesso da Rai 2 dal 26 giugno al 7 luglio 2006 in puntate della durata di circa 30 minuti, fra le 17:30 e le 18:00. Le sezioni in cui si divideva il programma erano in tutto simili a quelle sul canale satellitare, ma semplificate in quattro parti principali:
- Iscandar, curato da Andrea Materia e Mario Bellina
- Play!, curato da Michele Bertocchi
- Haraworld, curato da Francesca Romana Ronchi
- L33T.Info, curato da Costanza Melani

## Analisi e critica
Il programma era suddiviso in format ben precisi in cui a turno i presentatori si occupano di animazione (mostrando video commentati di anime noti e meno noti), internet (parlando di siti e mostrando pagine web inerenti al tema della puntata), videogiochi (mostrando videogiochi già usciti in Italia o ancora in via di distribuzione) e argomenti generici sul Giappone, presentando talvolta video di cantanti J-music o usanze particolari del Sol Levante.
La critica che alcuni otaku italiani muovono al programma è sostanzialmente quella di apparire indirizzato ad un target adolescenziale e maturo, ma con un linguaggio e siparietti umoristici tipici di un programma per bambini. I sostenitori del programma (generalmente coloro che seguono L33T fin dalla nascita) rispondono che i difetti del programma sono imputabili principalmente al breve tempo concesso (30 minuti) alle puntate trasmesse su Rai Due.

## Chiusura del programma
Il giorno 20 dicembre 2006, il consiglio di amministrazione della RAI ha deciso di interrompere la trasmissione. Infatti Rai Futura, dove il programma è trasmesso, è nato come canale sperimentale del digitale terrestre; per questo, dopo due anni di messa in onda, si è deciso di chiudere il programma per metterlo in sesto sia dal punto di vista autorale che da quello direttivo.

## Il ritorno
Dal 3 giugno 2007 sei puntate da trenta minuti sono tornate di nuovo su Rai 2, la domenica alle ore 10.05.. Ma nonostante  l'insperato successo ottenuto di questa parentesi estiva (6% di share, con punte del 7, contro il 3% previsto) L33T è stato cancellato e i conduttori si sono dedicati ad altri progetti.

## Sigla e musiche originali
La sigla del programma e le musiche originali interne sono state realizzate dalla band dei Raggi Fotonici.